# Odprto prvenstvo Anglije 1968
Odprto prvenstvo Anglije 1968 je teniški turnir za Grand Slam, ki je med 24. junijem in 6. julijem 1968 potekal v Londonu.

## Moški posamično
Rod Laver :  Tony Roche 6-3 6-4 6-2

## Ženske posamično
Billie Jean King :  Judy Tegart 9-7 7-5

## Moške dvojice
John Newcombe/  Tony Roche :  Ken Rosewall /  Fred Stolle 6-3 6-8 14-12 6-3

## Ženske dvojice
Billie Jean King /  Rosie Casals :  Françoise Dürr /  Ann Haydon-Jones 3-6 6-4 7-5

## Mešane dvojice
Ken Fletcher /  Margaret Court :  Aleks Metreveli / Olga Morozova 6-1 14-12